# Aybol Abiken
Aybol Abiken (en kazajo: Айбол Әбікен; Almatý, 1 de junio de 1996) es un futbolista kazajo que juega en la demarcación de defensa para el F. C. Kaisar de la Liga Premier de Kazajistán.

## Trayectoria

### Clubes
Abiken hizo su debut profesional con el FC Kairat en la Liga Premier de Kazajistán el 29 de abril del 2017, saliendo como sustituto en el minuto 87 por Bauyrzhan Islamkhan en un partido contra el FC Akzhayik, el cual terminó con una victoria local por 4-1. El 25 de noviembre del 2019 firmó una extensión de contrato de tres años.
El 27 de febrero de 2022 fue cedido al Aksu. El siguiente mes de junio fue sancionado por dos años de la competición por haber consumido meldonium.

### Selección nacional
Tras jugar con la selección de fútbol sub-21 de Kazajistán hizo su debut con la selección absoluta el 9 de septiembre de 2019 en un partido de clasificación para la Eurocopa 2020 contra Rusia que finalizó con un resultado de 1-0 a favor del combinado ruso tras el gol de Mário Figueira Fernandes.

## Clubes
| Club                | País       | Año       | Partidos | Goles |
| ------------------- | ---------- | --------- | -------- | ----- |
| F. C. Kairat        | Kazajistán | 2017-2022 | 114      | 13    |
| F. C. Aksu (cedido) | Kazajistán | 2022      | 7        | 3     |
| F. C. Ordabasy      | Kazajistán | 2024      | 25       | 0     |
| F. C. Kaisar        | Kazajistán | 2025-     | 11       | 1     |

## Palmarés

### Campeonatos nacionales
| Título                     | Club         | País       | Año  |
| -------------------------- | ------------ | ---------- | ---- |
| Copa de Kazajistán         | F. C. Kairat | Kazajistán | 2018 |
| Liga Premier de Kazajistán | F. C. Kairat | Kazajistán | 2020 |
| Copa de Kazajistán         | F. C. Kairat | Kazajistán | 2021 |